# Schefflera cuatrecasasiana
Schefflera cuatrecasasiana är en araliaväxtart som beskrevs av Julian Alfred Steyermark. Schefflera cuatrecasasiana ingår i släktet Schefflera och familjen araliaväxter. Inga underarter finns listade.